# Турач індійський
Турач індійський (Francolinus pictus) — вид куроподібних птахів родини фазанових (Phasianidae). Поширений у Південній Азії.

## Поширення
Вид поширений у Центральній і Південній Індії та на острові Шрі-Ланка. Мешкає на місцевих луках і заболочених угіддях.

## Підвиди
- F. pictus pallidus – північно-центральна Індія.
- F. pictus pictus – центральна та південна Індія.
- F. pictus watsoni – Шрі-Ланка.

## Опис
Довжина тіла приблизно 31 см. Маса тіла 242—340 г. Птах має жовту голівку, область навколо очей помаранчева. Короткий чорний дзьоб загнутий на кінчику. Горло біле. Лоб і решта тіла мають світло- і темно-коричневе пір'я. Черево вкрите біло-коричневим пір'ям. Загалом пір'я птаха має лускатий вигляд. Сильні ноги голі і оснащені міцними чорними кігтями. Самиця трохи блідіша за самця.

## Спосіб життя
Поза періодом розмноження птахи живуть разом парами або невеликими сімейними групами. Харчується насінням, ягодами та іншими частинами рослин, а також комахами та їхніми личинками. У нього хрипкий, гучний голос. Тривалість життя приблизно 4 роки.
У репродуктивний період живуть парами. Курка відкладає 3—7 яєць кремового або оливково-зеленого кольору в поглиблення в землі. Гніздо розміщене під кущами або в бамбукових гаях. Самиця самостійно займається розведенням. Молодняк вилуплюється через 22 дні. Через короткий час вони залишають гніздо, щоб самостійно шукати поживу.